# Air Express International
A Air Express International Corporation foi uma empresa norte-americana com sede em Darien, estado de Connecticut, Estados Unidos. Foi fundada em 1935 por Chester Mayer, com o objectivo de auxiliar a Pan-American Airlines na gestão dos seus serviços de frete aéreo. Tornou-se «a maior fornecedora de frete aéreo na América (A nossa, 2008).
Em 2001, a companhia foi adquirida pela Deutsche Post World Net, estando integrada na marca DHL, mais precisamente na «DHL Global Forwarding».